# Paso de Guana
El Paso de Guana es un paso cordillerano entre la Argentina y Chile, usado por el Ejército de los Andes para cruzar la cordillera de los Andes en 1817, con el propósito de liberar a Chile de manos realistas. Se encuentra al centro oeste de la provincia argentina de San Juan, y en el este de la comuna chilena de Monte Patria, de la Provincia de Limarí, IV Región de Coquimbo. 
No existen carreteras ni vías de comunicación consolidadas en sus alrededores, por lo que las aduanas fronterizas funcionan en forma temporal, es decir, desde el 1 de noviembre y hasta el 30 de abril de cada año, para el control del paso de arrieros y operaciones de admisión y salida temporal de ganado.

## El paso del Ejército de los Andes
La columna de Pismanta, que cruzó los Andes por el paso de Guana, estaba integrada por diversos efectivos, comandados por el teniente coronel Juan Manuel Cabot (de  33 años), y entre los cuales se encontraba el teniente Eugenio Hidalgo y 20 granaderos, debiendo emplear 14 días de marcha. El objetivo era restituir la Provincia de Coquimbo al Estado de Chile. Su recorrido tenía una longitud de 705 km. 
Cabot salió del Campamento del Plumerillo el 9 de enero con 60 hombres pertenecientes a:
- 20 del Batallón N.º 8 al mando del teniente Escolástico Magán;
- 20 del Batallón N.º 1 de Cazadores al mando del teniente Simón Santucho;
- 20 del Regimiento de Granaderos a Caballo al mando del teniente Eugenio Hidalgo.

En San Juan se les unió un contingente de 80 milicianos de caballería provincial al mando del capitán Juan Agustín Cano y otros 6 oficiales, tropas que había movilizado el teniente gobernador José Ignacio de la Roza.
El 12 siguió la marcha desde San Juan llegando a Pismanta el día 25 pasando por Las Tapiecitas, Talacasto y Gualilán, y allí permaneció hasta el día 27.
Siguiendo rumbo al oeste pasó por Anticristo y en busca de los Portezuelos de Agua Negra, Blanco y San Lorenzo, Valle de Los Patos y Cañada de los Patillos, siguió rumbo al Sur; alcanzó las cumbres del Paso de Guana el día 5 de febrero y sorprendió el día 6 la Guardia de la Cañada de Los Patos compuesta por un sargento y 8 soldados, tomándola prisionera.
Allí el destacamento permaneció hasta el día 9; el día 7 adelantó Cabot al capitán Patricio Zeballos y Egaña, patriota coquimbano, con una partida de 100 hombres y el resto reanudó la marcha el día 9 siguiendo lo ordenado por el general San Martín, en el trayecto se le incorporaron compatriotas chilenos, incluso en el pueblo de Valdivia, tomando esta localidad y luego Monterrey. El día 10 avanzó sobre el valle de Sotaquí. Conocida la marcha del destacamento de Cabot e interceptados los caminos que unían La Serena con Santiago, las autoridades de La Serena se dieron a la fuga rumbo a la capital. Cabot ordenó el 10 que su ayudante Eugenio Hidalgo con 100 hombres se adelantara para reforzar la partida del capitán Zeballos y ocupar los caminos por donde el enemigo pudiera huir a Santiago.
Junto con los emigrados españoles de La Serena, marchaba una guarnición de 100 hombres con dos piezas de artillería.

### Combate de Barraza
La columna realista arribó a Barraza, aldea situada al sur del río Limarí el día 11 y luego lo hicieron las fuerzas de Zeballos e Hidalgo generalizándose el combate. Cabot recibió el día 12 un parte en el que se le comunicaba que los realistas se habían replegado a Salala, a tres leguas de Barraza, donde fueron completamente derrotados.
Desde Sotaquí, donde se encontraba acampando, Cabot comisionó al sargento mayor del Estado de Chile, Diego Guzmán para que al frente de 25 hombres se trasladara a la Villa de Illapel con el objeto de contener los excesos que cometían los realistas con los que manifestaban su adhesión a la causa de los patriotas.

### Toma de la Provincia de Coquimbo
El 25 de febrero Cabot tomó la posesión de La Serena, siendo recibido entusiastamente por las autoridades y el pueblo.
El mismo día, Cabot recibió comunicación de Illapel en la que se le informaba que el Ejército Libertador estaba en posesión de la capital de Chile.
Recién el 20 se tuvieron noticias de Zelada comunicando que en el día 17 habían tomado la Villa de Copiapó; a raíz de esta comunicación y de las instrucciones recibidas, Cabot ordenó a Zelada se uniera a su expedición.
En esta forma Cabot logró dominar toda la Provincia de Coquimbo, al mismo tiempo que el grueso del Ejército de los Andes invadía el centro de Chile.